# Eoacmaea chamorrorum
Eoacmaea chamorrorum is een slakkensoort uit de familie van de Eoacmaeidae. De wetenschappelijke naam van de soort is voor het eerst geldig gepubliceerd in 1985 door Lindberg & Vermeij.